# إريك قواي
إريك قواي (بالإنجليزية: Erik Guay) (و. 1981  م) هو متزلج جبال كندي، ولد في مونتريال، شارك في الألعاب الأولمبية الشتوية 2006، والألعاب الأولمبية الشتوية 2010، والألعاب الأولمبية الشتوية 2014.
.

## روابط خارجية
- إريك قواي على موقع الاتحاد الدولي للتزلج (التزلج على المنحدرات الثلجية) (الإنجليزية)
- إريك قواي على موقع أوليمبيديا (الإنجليزية)